# 마쓰모토 요스케
마쓰모토 요스케(일본어: 松本 陽介, 1990년 3월 27일 ~ )는 일본의 전 축구 선수이다.

## 구단 경력
과거 기라반츠 기타큐슈에서 활동하였다.